# Завичајни етнографски музеј Брус
Завичајни етнографски музеј Брус је институција културе која се налази у Брусу. Од великог је значаја јер је једина установа културе у Брусу и од 1989. године је отворена за јавност.

## Историја
Одговарајући простор и сталну музејску поставку Завичајна етнографска збирка добија 1989. године. Временом се етнографска грађа раскошнија, а фонд богатији. Није занемаривана ни писана документација - обрађен је позамашан број тема из културе и живота становника Бруса. Обичаји, веровања, градња,ношње...све се то бележило, а неколицина је и публикована. Поред сталне поставке организовале су се стручне тематске изложбе, како домаћих тако и гостујућих: ,,Традиционална народна исхрана и народна радиност нашег подручја" (постала је део традиције), ,,Етно изложба завичаја", ,,Последњи дервиш Казахстана",,,Посуђе 19. и с почетка 20. века на подручју општине Брус"...